# Звечан (крепост)
Вижте пояснителната страница за други значения на Звечан.
Звечан (на албански: Kalaja e Mitrovicës; на сръбски: Тврђава Звечан) е средновековна крепост в Косово, разположена край село Звечан и на десетина километра северно от Косовска Митровица. Крепостта е изградена на приблизително 800 метра надморска височина върху естествен хълм, който се издига над река Ибър.
Построяването на средновековната крепост се свързва с управлението на цар Симеон I през IX век. През 1331 в Звечан умира Стефан Урош III.